# Lars-Gunnar Pettersson
Lars-Gunnar "L-G" Pettersson, född den 8 april 1960 i Luleå, är en svensk före detta ishockeyspelare. Han var lagkapten i Luleå HF 1988-1993 och tog bl.a. VM-guld med Sverige 1987 och SM-guld med Björklöven samma år. L-G var känd som en notorisk målskytt och blev även draftad av Edmonton Oilers 1980. Han har gjort flest mål i SHL/Elitserien genom tiderna, 270 stycken.
Efter säsongen 1993-1994 avslutade han spelarkarriären.

## Meriter
- SM-guld 1987
- OS-brons 1988
- U18 EM-brons 1978
- U20 VM-brons 1980
- VM-guld 1987
- Canada Cup 1987, semifinal
- VM-silver 1986
- Vinnare av skytteligan Elitserien 1987, 1989
- Vinnare av poängligan Elitserien 1989
- kopia av Svenska Dagbladets guldmedalj 1987